# Гусевка (приток Елани)
Гусевка — река в России, протекает по Саратовской области. Устье реки находится в 99 км по правому берегу реки Елани. Длина реки — 15 км, площадь водосборного бассейна — 79,8 км².

## Данные водного реестра
По данным государственного водного реестра России относится к Донскому бассейновому округу, водохозяйственный участок реки — Терса, речной подбассейн реки — Бассейн прит-в Дона м/д впад. прит-в Хопра и С. Донца. Речной бассейн реки — Дон (российская часть бассейна).
Код объекта в государственном водном реестре — 05010300212107000008756.